# Tafelmusik

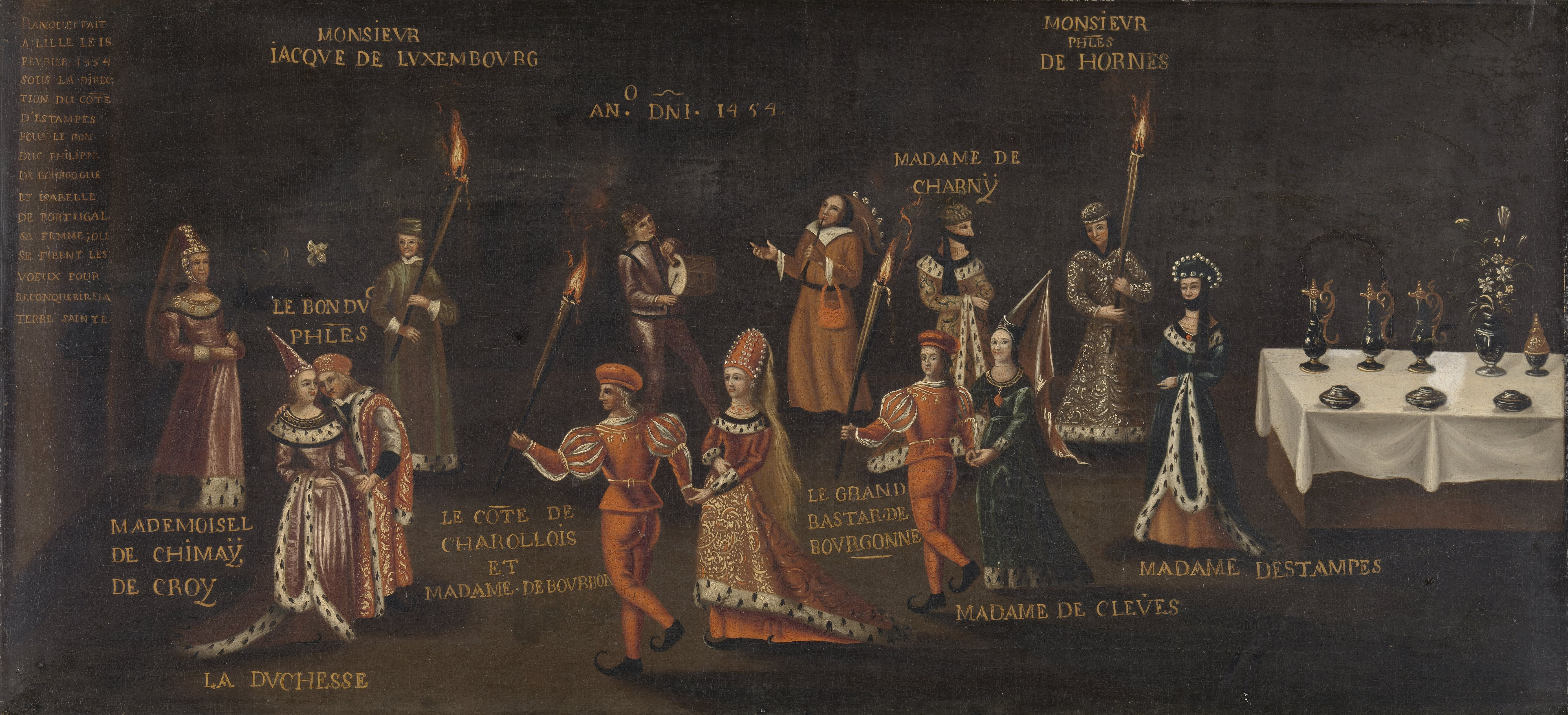
Le voeu du faisan (De gelofte van de fazant) toont een banket gehouden in Palais Rihour te Lille in Frankrijk. Het schilderij hangt in het Rijksmuseum te Amsterdam.

Tafelmusik (Duits: letterlijk, Tafelmuziek) is een term die sinds medio 16e eeuw wordt gebruikt voor composities, behorende tot een subgenre binnen de klassieke muziek, die werden gespeeld tijdens feesten en banketten. Tafelmuziek kon zowel instrumentaal als vocaal zijn of een combinatie van beiden.

## Origine
Het gebruik om banketten en symposia op te luisteren met muziek werd al toegepast in het Oude Egypte en in het Romeinse Rijk. De term tafelmuziek werd veelvuldig gebruikt als titel voor verzamelingen van composities die speciaal werden gecomponeerd als achtergrondmuziek voor banketten of voor buitenshuize activiteiten. De Italiaanse componist Gioachino Rossini, die eveneens bekend was als culinaire fijnproever, heeft werken gecomponeerd die hij "Antipasto" en "Dessert" heeft genoemd; deze werken worden erkend als gerelateerd aan tafelmuziek.

## Componisten
Tot de belangrijkste componisten van tafelmuziek behoorden Johann Hermann Schein, wiens Banchetto musicale uit 1617 aanzienlijke bekendheid verwierf, en Michael Praetorius, die in zijn Syntagma musicum uit 1619 over het fenomeen Tafelmusik schreef. Muziek uit Scheins collectie wordt nog steeds met enige regelmaat uitgevoerd door ensembles voor oude muziek. 
Tafelmusik of Musique de Table van Georg Philipp Telemann behoort tot zijn gevierde muziekcollecties binnen het genre.